# Epidendrum polyanthum
Epidendrum polyanthum là một loài lan trong chi Epidendrum.